# Unione Sportiva Libertas Rimini 1937-1938
Questa voce raccoglie le informazioni riguardanti l'Unione Sportiva Libertas Rimini nelle competizioni ufficiali della stagione 1937-1938.

## Rosa
| N. |                   | Ruolo | Calciatore       |
| -- | ----------------- | ----- | ---------------- |
|    | Italia (bandiera) | C     | Gino Bellotti    |
|    | Italia (bandiera) | D     | Delio Betti      |
|    | Italia (bandiera) | C     | Calliope Bianchi |
|    | Italia (bandiera) | C     | Dante Bigi       |
|    | Italia (bandiera) | A     | Ivo Boari        |
|    | Italia (bandiera) | C     | Dino Bovoli      |
|    | Italia (bandiera) | C     | Mario Bruno      |
|    | Italia (bandiera) | D     | Angelo Bullini   |
|    | Italia (bandiera) | A     | Capodaglio       |
|    | Italia (bandiera) | C     | Bruno Carbonelli |
|    | Italia (bandiera) | D     | Benedetto Del Re |

| N. |                   | Ruolo | Calciatore          |
| -- | ----------------- | ----- | ------------------- |
|    | Italia (bandiera) | P     | Enzo Fabbri         |
|    | Italia (bandiera) | P     | Corrado Giovannini  |
|    | Italia (bandiera) | A     | Alberto Landi       |
|    | Italia (bandiera) | A     | Alfredo Marini      |
|    | Italia (bandiera) | C     | Giovacchino Migani  |
|    | Italia (bandiera) | A     | Walter Montanari    |
|    | Italia (bandiera) | P     | Armando Morri       |
|    | Italia (bandiera) | D     | Giuseppe Pattarello |
|    | Italia (bandiera) | A     | Serafino Romani     |
|    | Italia (bandiera) | C     | Ermenegildo Soci    |
|    | Italia (bandiera) | A     | Giuseppe Ugolini    |